# Taré (Sénégal)
Pour les articles homonymes, voir Taré.
Taré est une localité du nord-ouest du Sénégal, située sur la Grande-Côte.

## Administration
Taré fait partie de la communauté rurale de Leona dans le département de Louga et la région de Louga.

## Géographie
Les localités les plus proches sont Diayane, Mbaw, Degou Niaye, Darou Mboumbaye, Bandji, Ouassoumassal, Sag et Gabar.

### Physique géologique
Taré se trouve dans la zone des Niayes, à l'extrémité sud du Parc national de la Langue de Barbarie.

### Population

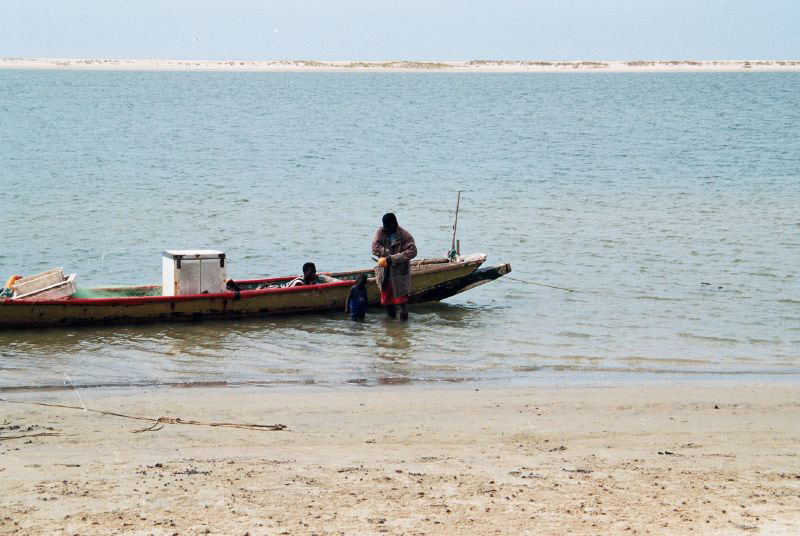
Pêcheurs à Taré

Selon le PEPAM (Programme d'eau potable et d'assainissement du Millénaire), Taré compte 638 habitants et 65 ménages.